# La Trinitat
La Trinitat é uma comuna francesa na região administrativa de Auvérnia-Ródano-Alpes, no departamento de Cantal. Estende-se por uma área de 15,75 km². Em 2010 a comuna tinha 51 habitantes (densidade: 3,2 hab./km²).